# 林正夫 (俳優)
林 正夫（はやし まさお、1894年9月26日 - 没年不明）は、日本の俳優である。本名は林 正雄（読み同じ）。

## 人物・来歴
1894年（明治27年）9月26日、宮城県仙台市に「林正雄」として生まれる。
東京に移り、旧制・京華中学校（現在の京華高等学校）を卒業し、早稲田大学英文科に進学した。同学在学中に演劇に関わって俳優となり、帝国劇場で、武者小路実篤の戯曲『わしも知らない』を上演して初舞台を踏んだ。小説家の佐藤紅緑が1915年（大正4年）に起こした劇団「日本座」に参加したほか、石井漠や高木徳子が浅草公園六区で公演していた歌劇団にも参加していた。1918年（大正7年）には、広島に移り、青島歌劇団に入団している。
1924年（大正13年）7月、前年の関東大震災以降、京都に移転して現代劇を製作していた元日活向島撮影所メンバーである細山喜代松の紹介を得て、日活京都撮影所第二部に入社する。鈴木謙作、溝口健二、大洞元吾、近藤伊与吉が共同で監督した『伊藤巡査の死』で映画界にデビューした。翌1925年（大正14年）、前年にすでに移籍していた細山のいる帝国キネマ演芸に移籍、細山が監督した『霊光』に出演した。
1926年（大正15年）、東京に戻り、高松豊次郎率いるタカマツ・アズマプロダクションの吾嬬撮影所が京都のマキノ・プロダクションと提携し、「マキノ東京派」と称して映画製作を開始、これに参加する。高松操、山本嘉次郎らの作品に出演し、同年中に「マキノ東京派」が解消すると同プロダクションの製作するインディペンデント映画に出演した。これ以降の消息は不明である。

## フィルモグラフィ

### 日活京都撮影所第二部
1924年
- 『伊藤巡査の死』 : 監督鈴木謙作・溝口健二・大洞元吾・近藤伊与吉 - 小川松之介
- 『本牧夜話』 : 監督鈴木謙作 - セシルローソン（混血児）
- 『籠の鳥姉妹篇 恋慕小唄』 : 監督鈴木謙作 - 材木商守田
- 『歓楽の女』 : 監督溝口健二 - ある男

### 帝国キネマ演芸
1925年
- 『霊光』 : 監督細山喜代松

### タカマツ・プロダクション
1926年
- 『クロスワード』 : 監督高松操、マキノ・プロダクション東京撮影所 - 木村一夫
- 『男児一諾』 : 監督山本嘉次郎・横田豊秋、マキノ・プロダクション東京撮影所 - 東郷雲珍
- 『高橋お伝 後篇』 : 監督山上紀夫、中央映画 - ヘボン博士
- 『名士』 : 監督、マキノ・プロダクション東京撮影所 - 下宿主人
- 『燃ゆる情魂 前篇』 : 監督友成用三 - 無頼漢だるま
- 『燃ゆる情魂 後篇』 : 監督友成用三 - 無頼漢だるま
- 『紅扇』 : 監督友成用三 - 大友裕造
- 『国境の血涙』 : 監督友成用三 - 牧場主国本恵治
- 『マツダ映画小品集 「雲」』 : 監督山本嘉次郎 - 泥棒
- 『少年鼓手』 : 監督帰山教正 - 官軍大隊長
- 『どんどろ堀』 : 監督二川文太郎、マキノ・プロダクション御室撮影所 - 丁稚長松

## 註
1. ↑  藤山宗利『日本歌劇俳優写真名鑑』歌舞雑誌社・1920年刊、18頁
2. 1 2 3 4 5 6 7 8 9 10 11  『日本映画俳優全集・男優編』、キネマ旬報社、1979年、p.468.
3. 1 2 3  林正夫、日本映画データベース、2010年1月22日閲覧。